# Zornia sinaloensis
Zornia sinaloensis là một loài thực vật có hoa trong họ Đậu. Loài này được Mohlenbr. miêu tả khoa học đầu tiên.